# Paul Atkins (director de fotografía)
Paul Atkins, ASC, es un director de fotografía y director estadounidense especializado en películas de historia natural . Atkins es conocido por las imágenes de orcas que se alimentan de crías de foca en The Trials of Life (1990) de la BBC, por la que ganó un premio de la Academia Británica de Cine y Televisión (BAFTA). Atkins también fue director de fotografía de la unidad Cabo de Hornos para el largometraje Master and Commander, que ganó un Premio de la Academia de Cinematografía de Russell Boyd . Atkins ha sido nominado a un premio Emmy en numerosas ocasiones, y lo ha ganado por su trabajo en Great White Shark (1995) (Cinematografía) y Hawaii: Strangers in Paradise (1991) (Cinematografía, Programación cultural excepcional). Recientemente, se asoció con el director de cine Terrence Malick, donde se desempeñó como director de segunda unidad de The Tree of Life (2011) y como director de fotografía de la octava película de Malick, Voyage of Time (2016).
Atkins' Afiliación de unión es con IATSE.  Atkins reside en Hawái, donde también ha hecho comerciales para la Compañía Eléctrica hawaiana y el senador de EE. UU. Daniel Inouye. Trabaja junto con su mujer, Grace Atkins, en su compañía Moana Producciones.